# Porothamnium pennaefrondeum
Porothamnium pennaefrondeum là một loài Rêu trong họ Neckeraceae. Loài này được (Müll. Hal.) Cardot miêu tả khoa học đầu tiên năm 1915.